# Liedjes voor kleine en grote mensen
Liedjes voor kleine en grote mensen was een album van Louis Neefs, dat in 1963 verscheen op het label CNR. De elpee bevatte succesvolle Vlaamse nummers, waaronder traditionele Vlaamse of Nederlandstalige kinderliedjes. In de jaren 70 werd de plaat opnieuw uitgebracht.
Er verscheen een single met de nummers "'k Zag twee beren"/"Wiegelied (voor Ludwig)"/"De poppenstoet"/"De zeemeermin".

## Nummers
Kant A
1. "Een lied"
2. "De poppenstoet"
3. "Het lied van gangster Jim"
4. "Nacht in de stad"
5. "De Muze"

Kant B
1. "'k Zag twee beren"
2. "Billy the kid"
3. "Wiegelied (voor Ludwig)"
4. "De zeemeermin"
5. "Een lied (finale)"